# Шудрих, Михаэль
Михаэль Йосеф Шудрих (пол. Michael Joseph Schudrich, род. 15 июня 1955, Нью-Йорк, Нью-Йорк, США) — польско-американский раввин. С 8 декабря 2004 года главный раввин Польши.

## Биография
Родился в Нью-Йорке в еврейской семье выходцев из Балигруда. Его отец, р. Давид Шудрих, был раввином городка Пачуг (штат Нью-Йорк). Его брат, Натаниэль Шудрих, кантор в синагоге Тиферет-Исраэль в Нью-Бедфорде (штат Массачусетс).
Учился в еврейской школе в Нью-Йорке. В 1977 году получил диплом Университета Стоуни-Брук в области теологии. В 1982 году защитил степень магистра истории в Колумбийском университете. Также получил образование в Еврейской теологической семинарии Америки, где и получил консервативную смиху. Ортодоксальную смиху получил в Иешива-университете у раввина Моше Тендлера.
Служил в еврейской общине Японии с 1983 по 1989 год, где исполнял функции консервативного раввина Токио. Вёл уроки истории и еврейской культуры.
В 1976, 1977 и 1979 годах посещал Польшу. В 1990—1998 годах работал в Варшаве для фонда Лаудера. В 2000 году стал раввином Варшавы и Лодзи. Благодаря ему в Польше вновь открылись еврейские школы и детские сады. 8 декабря 2004 года стал главным раввином Польши. Играет центральную роль в процессе «Еврейского Возрождения» в Польше. С 23 февраля 2008 года является членом раввината Польской Республики. Также член международного капитула ордена Улыбки. 3 ноября 2005 года получил польское гражданство.
27 мая 2006 года, Шудрих был атакован в центре Варшавы 33-летним польским неонацистом, который признался в нападении на еврейского лидера с использованием перцового аэрозоля. По данным полиции, преступник был связан с нацистскими организациями и футбольными хулиганами.
В мае 2006 года критиковался ультраортодоксальной газетой «Jated Neeman» в связи с членством в бейт-дине, один из судей которого, Хаим Меир Друкман, якобы сфальсифицировал подпись на документе о гиюре, что вызвало галахическую дискуссию о самой возможности гиюра. Кроме того неоднократно критиковался[кем?] за либеральное отношение к галахе.
Раввин Шудрих был приглашён в поездку на самолёте, разбившемся 10 апреля 2010 года, когда погибли 96 человек, включая президента Польши. Он отказался, так как это нарушило бы еврейскую субботу; решение, которое спасло ему жизнь.
Давая в 2010 году интервью для BBC, сказал об Иоанне Павле II формулу «благословенной памяти», которая в иудаизме используется только по отношению к умершим евреям. Через несколько месяцев после этого, принял участие в католической мессе памяти Леха Качиньского, находясь внутри костёла, когда остальные раввины и представители еврейских делегаций остались снаружи. Оба случая вызвали скандал и волну критики многих европейских раввинов.
В 2012 году новый кризис в еврейской организации Варшавы вызвала бар-мицва парня, который, как оказалось потом, не был евреем по галахе. Сама церемония была подготовлена и проведена в 2004 году рабби Шудрихом.
Участвует в польско-еврейских и еврейско-христианских диалогах. Разведён, есть дочь.
15 декабря 2009 года награждён офицерским крестом ордена Возрождения Польши, за заслуги в развитии польско-еврейского диалога. В 2010 году получил награду Missio Reconciliationis за развитие польско-еврейского диалога.
В сентябре 2021 года заявил что введение ограничение на деятельность ЛГБТ сообществ на определённых территориях (т. н. «Зона, свободная от ЛГБТ») противоречит еврейским религиозным законам Галахи. Он сравнил введение таких ограничений с антисемитскими преследованиями евреев.